# Axel Disasi
Pour les articles homonymes, voir Disasi.
Axel Disasi, né le 11 mars 1998 à Gonesse, dans le Val-d'Oise, est un footballeur international français qui évolue au poste de défenseur central au Chelsea FC.
Il est sélectionné en équipe de France depuis 2022 et participe à la Coupe du monde 2022 au Qatar en tant que remplaçant mais où les Bleus sont finalistes.

## Biographie
Sa famille congolaise  s'installe à Villiers-le-Bel dans la cité du Puits de la Marlière. Axel Disasi commence à jouer au football dès l'âge de six ans dans le club local. Il acquiert la nationalité française le 14 septembre 2004, par l'effet collectif attaché à la naturalisation de son père. À quinze ans, il joue à l'USM Senlis.
En juillet 2014, il rejoint la PFC Academy, la structure de formation du Paris FC où il évolue dans toutes les catégories d'âge, de U17 au U19. Surclassant sa tranche d'âge, Axel joue plusieurs matches avec l'équipe professionnelle remontée en Ligue 2. Le 5 décembre 2015, il participe aux quinze dernière minutes d'une rencontre de Coupe de France, joué au stade Charléty, contre l'US Boulogne (victoire, 3-1); puis le 12 décembre, en championnat, il est titulaire comme arrière latéral, à la réception du RC Lens (défaite, 0-1).

### Débuts professionnels au Stade de Reims
En juillet 2016, Axel Disasi est recruté comme stagiaire au centre de formation du Stade de Reims. Le jeune défenseur joue une saison pleine en CFA ainsi qu'un match de Ligue 2. Il signe son premier contrat professionnel avec le club marnais, en novembre 2017, pour une durée de trois ans, à partir du 1er juillet 2018. Lors de la saison 2017-2018, il inscrit son premier but en Ligue 2, le 28 juillet, au stade des Costières, contre le Nîmes Olympique et contribue à la conquête du titre de champion de France de Ligue 2 et à la remontée en Ligue 1 des Rémois. En 2019-2020, David Guion décide d’en faire son titulaire en Ligue 1. Lors de la quatorzième journée de Ligue 1 de la saison 2019-2020, Axel inscrit son premier but en Ligue 1 face au FC Metz (1-1). Durant cette saison tronquée par la pandémie de Covid-19, il forme avec Yunis Abdelhamid la paire centrale de la meilleure défense de Ligue 1.

### AS Monaco
Le 7 août 2020, Disasi signe un contrat de cinq ans avec le club de la Principauté. Son entraîneur Niko Kovač le promeut vice-capitaine. Lors du match de l'AS Monaco face à son ancien club le Stade de Reims pour la première journée de Ligue 1, il marque son premier but sous les couleurs monégasques.
Le 2 novembre 2020, il est censé participer au Canal Football Club juste après une victoire nette et sans bavure contre les Girondins de Bordeaux (4-0). Cependant, au moment de s'y rendre, il se rend compte que ni les caméras de Canal +, ni l'homme de terrain Laurent Paganelli ne sont là. La mésentente donne lieu à un fou rire collectif dans le vestiaire et son coéquipier et ami Youssouf Fofana le chambre allègrement. La scène est largement reprise sur les réseaux sociaux. Dans la semaine qui suit, Paganelli lui envoie un message vidéo s'excusant et plaisantant sur le prochain match, le derby azuréen contre l'OGC Nice à l'Allianz Riviera où il sera présent pour s'entretenir avec Disasi. La fin de semaine suivante, il marque un but sur corner d'une tête piquée sur un centre de Youssouf Fofana. Après le match, il est interrogé par Laurent Paganelli et l'entrevue est des plus cocasses puisque les deux hommes, avec la complicité de Youssouf Fofana, essaient de perturber Axel Disasi qui en rit et demande à l'homme de terrain s'il embaucherait Fofana pour sa manière peu orthodoxe de mener une entrevue.
Le 6 janvier 2021, il marque un nouveau but contre le FC Lorient, match qui se terminera par un score de cinq buts à un en faveur des Monégasques. Tout au long de cette saison, il alterne avec ses coéquipiers en défense Guillermo Maripán et Benoît Badiashile, mais prend tout de même part à un grand nombre de rencontres.
Lors de la trente-septième journée de Ligue 1, il inscrit un but contre son camp contre le Stade rennais, mais son équipe l'emporte finalement 2-1. Quelques jours plus tard, encore une fois titulaire, il plombe son équipe à la vingtième minute en offrant une balle de but au Paris-Saint-Germain en finale de la Coupe de France après un mauvais contrôle aux alentours de sa surface immédiatement récupéré par Kylian Mbappé, finalement l'AS Monaco perd 2-0 en finale. Le 23 mai 2021, Monaco fait match nul 0-0 à Lens et valide sa troisième place pour jouer la Ligue des champions la saison prochaine, lors de ce match, il entre en jeu en fin de partie à la place de Wissam Ben Yedder, endossant par la même occasion, le brassard de capitaine pour terminer la saison.
Lors de la saison 2021-2022, il est capitaine lors de la deuxième journée de la phase de groupes de la Ligue Europa et il envoie une tête sur corner sur le poteau, la balle ricoche sur le gardien de la Real Sociedad et l'AS Monaco ouvre le score, le match se finira sur le score d'un but partout. Il marque un but du pied droit à la réception d'un coup franc dévié d'Aleksandr Golovine contre le SCO d'Angers. Le 5 février 2022, il réalise un grand match avec plusieurs tacles décisifs dans sa surface à chaque fois ponctués d'un cri rageur. Finalement, lors de ce match, Monaco l'emporte 2-0 contre l'Olympique lyonnais et la défense réalise un clean-sheet. Le 17 mars 2022, il inscrit son deuxième but européen et arrache le nul contre le Sporting Braga. Mais c'est insuffisant et son équipe est éliminée en huitième de finale de la Ligue Europa 2021-2022.
Il commence la saison 2022-2023 sur les chapeaux de roue en inscrivant un but pour égaliser contre le PSV Eindhoven, puis en offrant une passe décisive de la tête sur le terrain du RC Strasbourg. Il est éliminé lors du match retour de la Ligue des champions en prolongation contre les Néerlandais et disputera donc la Ligue Europa. Lors de la deuxième journée, il manque un pénalty contre le Stade rennais. Le 28 août 2022, il permet à son équipe d'obtenir un point lors du choc contre le Paris-Saint-Germain en réalisant un match solide et éteignant progressivement Lionel Messi. Le 6 octobre, il entérine la victoire 3-1 de l'ASM contre Trabzonspor lors de la Ligue Europa. Lors de la douzième journée de Ligue 1, il marque un but sur corner sur le terrain du LOSC Lille, malgré cela, son équipe est défaite sur le terrain des Lillois. Lors de la 19e journée de Ligue 1, il marque du droit à bout portant dès la deuxième minute après un cafouillage dans la surface de réparation ajaccienne et montre la voie pour une victoire probante 7-1 pour finir la phase aller sur les chapeaux de roue. Lors du match aller des 16e de finale de Ligue Europa sur le terrain du Bayer Leverkusen, il score un but sur une frappe des 25 mètres pour offrir une superbe victoire à son club. Le 16 avril 2023, il marque son troisième but de la saison en championnat sur le terrain du FC Nantes. En fin de saison, il montre énormément de fébrilité sur les derniers matches de la saison, son équipe encaissant notamment trois buts contre Lyon, Nice, quatre contre Montpellier et deux contre Rennes, il n'est à chaque fois pas exempt de tout reproche sur la majorité des buts encaissés,.

### Chelsea FC
En août 2023, Axel Disasi est transféré au Chelsea FC. L'indemnité du transfert est estimée à 45 millions d'euros et le joueur s'engage pour six saisons. Pour ses débuts en Premier League et à Chelsea, Disasi marque contre Liverpool à la 37e minute, permettant à son équipe d'égaliser.

### Prêt à Aston Villa
En manque de temps de jeu à Chelsea, Disasi est prêté pour six mois à Aston Villa le 3 février 2025.

### Sélection nationale
Axel Disasi est français d'origine congolaise. En 2018 il participe au Tournoi de Toulon avec l'équipe de France U20. Il est présélectionné avec la République démocratique du Congo en mars 2020.
Le 24 mai 2021, le sélectionneur des espoirs Sylvain Ripoll, l'appelle en renfort pour jouer la phase finale de l'Euro espoirs. Il s'agit de sa première convocation dans cette catégorie. Il reste sur le banc lors du quart de finale face aux Pays-Bas.
En septembre 2022 il est présélectionné pour la première fois en équipe de France A. Le 14 novembre 2022, il est sélectionné pour la Coupe du monde au Qatar, en remplacement de Presnel Kimpembe, blessé. Il connait sa première titularisation lors du troisième match de la phase de groupes contre la Tunisie alors que l'équipe de France est déjà qualifiée, Didier Deschamps en profite pour faire tourner son effectif.

## Vie personnelle
Axel Disasi apprécie tout particulièrement jouer du piano, instrument qu'il a appris à jouer via des tutoriels de Ludovico Einaudi. Il est très proche d'Aurélien Tchouaméni, de Youssouf Fofana et de Benoît Badiashile.

## Statistiques
| Saison                | Club                  | Championnat           | Championnat | Championnat | Championnat | Coupe nationale | Coupe nationale | Coupe nationale | Coupe de la Ligue | Coupe de la Ligue | Coupe de la Ligue | Supercoupe | Supercoupe | Supercoupe | Compétition(s) continentale(s) | Compétition(s) continentale(s) | Compétition(s) continentale(s) | Compétition(s) continentale(s) | France | France | France | Total | Total | Total |
| Saison                | Club                  | Division              | M.          | B.          | P.d.        | M.              | B.              | P.d.            | M.                | B.                | P.d.              | M.         | B.         | P.d.       | Comp.                          | M.                             | B.                             | P.d.                           | M.     | B.     | P.d.   | M.    | B.    | P.d.  |
| 2015-2016             | Paris FC              | Ligue 2               | 3           | 1           | 0           | 2               | 0               | 0               | -                 | -                 | -                 | -          | -          | -          | -                              | -                              | -                              | -                              | -      | -      | -      | 5     | 1     | 0     |
| Sous-total            | Sous-total            | Sous-total            | 3           | 1           | 0           | 1               | 0               | 0               | -                 | -                 | -                 | -          | -          | -          | -                              | -                              | -                              | -                              | -      | -      | -      | 4     | 1     | 0     |
| 2016-2017             | Stade de Reims        | Ligue 2               | 1           | 0           | 0           | -               | -               | -               | -                 | -                 | -                 | -          | -          | -          | -                              | -                              | -                              | -                              | -      | -      | -      | 1     | 0     | 0     |
| 2017-2018             | Stade de Reims        | Ligue 2               | 13          | 1           | 0           | 1               | 0               | 0               | 1                 | 0                 | 0                 | -          | -          | -          | -                              | -                              | -                              | -                              | -      | -      | -      | 15    | 1     | 0     |
| 2018-2019             | Stade de Reims        | Ligue 1               | 4           | 0           | 0           | -               | -               | -               | 1                 | 0                 | 0                 | -          | -          | -          | -                              | -                              | -                              | -                              | -      | -      | -      | 5     | 0     | 0     |
| 2019-2020             | Stade de Reims        | Ligue 1               | 27          | 1           | 0           | 1               | 0               | 0               | 4                 | 0                 | 0                 | -          | -          | -          | -                              | -                              | -                              | -                              | -      | -      | -      | 32    | 1     | 0     |
| Sous-total            | Sous-total            | Sous-total            | 45          | 2           | 0           | 2               | 0               | 0               | 6                 | 0                 | 0                 | -          | -          | -          | -                              | -                              | -                              | -                              | -      | -      | -      | 53    | 2     | 0     |
| 2020-2021             | AS Monaco             | Ligue 1               | 29          | 3           | 0           | 6               | 0               | 0               | -                 | -                 | -                 | -          | -          | -          | -                              | -                              | -                              | -                              | -      | -      | -      | 35    | 3     | 0     |
| 2021-2022             | AS Monaco             | Ligue 1               | 32          | 1           | 0           | 4               | 0               | 0               | -                 | -                 | -                 | -          | -          | -          | C1+C3                          | 3+6                            | 0+2                            | 0                              | -      | -      | -      | 45    | 3     | 0     |
| 2022-2023             | AS Monaco             | Ligue 1               | 38          | 3           | 3           | 1               | 0               | 0               | -                 | -                 | -                 | -          | -          | -          | C1+C3                          | 2+8                            | 1+2                            | 0+1                            | 4      | 0      | 0      | 53    | 6     | 4     |
| Sous-total            | Sous-total            | Sous-total            | 99          | 7           | 3           | 11              | 0               | 0               | -                 | -                 | -                 | -          | -          | -          | -                              | 19                             | 5                              | 1                              | 4      | 0      | 0      | 133   | 12    | 4     |
| 2023-2024             | Chelsea FC            | Premier League        | 31          | 2           | 0           | 6               | 0               | 0               | 7                 | 1                 | 0                 | -          | -          | -          | -                              | -                              | -                              | -                              | 1      | 0      | 0      | 45    | 3     | 0     |
| 2024-2025             | Chelsea FC            | Premier League        | 6           | 1           | 0           | 1               | 0               | 0               | 2                 | 0                 | 0                 | -          | -          | -          | C4                             | 8                              | 1                              | 2                              | -      | -      | -      | 17    | 2     | 2     |
| Sous-total            | Sous-total            | Sous-total            | 37          | 3           | 0           | 7               | 0               | 0               | 9                 | 1                 | 0                 | -          | -          | -          | -                              | 8                              | 1                              | 2                              | 1      | 0      | 0      | 62    | 5     | 2     |
| 2024-2025             | Aston Villa (prêt)    | Premier League        | 7           | 0           | 0           | -               | -               | -               | -                 | -                 | -                 | -          | -          | -          | C1                             | 3                              | 0                              | 0                              | -      | -      | -      | 10    | 0     | 0     |
| Sous-total            | Sous-total            | Sous-total            | 7           | 0           | 0           | -               | -               | -               | -                 | -                 | -                 | -          | -          | -          | -                              | 3                              | 0                              | 0                              | -      | -      | -      | 10    | 0     | 0     |
| Total sur la carrière | Total sur la carrière | Total sur la carrière | 191         | 13          | 3           | 22              | 0               | 0               | 15                | 1                 | 0                 | 0          | 0          | 0          | -                              | 30                             | 6                              | 3                              | 5      | 0      | 0      | 263   | 20    | 6     |

### En sélections nationales
| Saison                | Sélection             | Phases finales        | Phases finales | Phases finales | Éliminatoires | Éliminatoires | Ligue des Nations | Ligue des Nations | Matchs amicaux | Matchs amicaux | Total | Total |
| Saison                | Sélection             | Compétition           | M              | B              | M             | B             | M                 | B                 | M              | B              | M     | B     |
| --------------------- | --------------------- | --------------------- | -------------- | -------------- | ------------- | ------------- | ----------------- | ----------------- | -------------- | -------------- | ----- | ----- |
| 2022-2023             | France                | Coupe du monde 2022   | 3              | 0              | 1             | 0             | -                 | -                 | -              | -              | 4     | 0     |
| 2023-2024             | France                | -                     | -              | -              | 1             | 0             | -                 | -                 | -              | -              | 1     | 0     |
| Total sur la carrière | Total sur la carrière | Total sur la carrière | 3              | 0              | 2             | 0             | -                 | -                 | -              | -              | 5     | 0     |

### Liste des matchs internationaux
| Matchs internationaux d'Axel Disasi | Matchs internationaux d'Axel Disasi | Matchs internationaux d'Axel Disasi    | Matchs internationaux d'Axel Disasi | Matchs internationaux d'Axel Disasi | Matchs internationaux d'Axel Disasi | Matchs internationaux d'Axel Disasi                                |
|                                     | Date                                | Lieu                                   | Adversaire                          | Résultat                            | Compétition                         | Notes                                                              |
| ----------------------------------- | ----------------------------------- | -------------------------------------- | ----------------------------------- | ----------------------------------- | ----------------------------------- | ------------------------------------------------------------------ |
| 1.                                  | 30 novembre 2022                    | Stade Education City, Al Rayyan, Qatar | Tunisie                             | 1 - 0                               | Coupe du monde 2022                 | Titulaire.                                                         |
| 2.                                  | 4 décembre 2022                     | Stade Al-Thumama, Doha, Qatar          | Pologne                             | 3 - 1                               | Coupe du monde 2022                 | Entre en jeu à la place de Jules Koundé à la 92e minute de jeu.    |
| 3.                                  | 18 décembre 2022                    | Stade de Lusail, Lusail, Qatar         | Argentine                           | 3 - 3 4-2 t.a.b                     | Coupe du monde 2022                 | Entre en jeu à la place de Jules Koundé à la 120e minute de jeu.   |
| 4.                                  | 16 juin 2023                        | Stade de l'Algarve, Almancil, Portugal | Gibraltar                           | 0 - 3                               | Éliminatoires de l'Euro 2024        | Entre en jeu à la place d'Ibrahima Konaté à la 84e minute de jeu.  |
| 5.                                  | 21 novembre 2023                    | Stade Agiá Sofiá, Athènes, Grèce       | Grèce                               | 2 - 2                               | Éliminatoires de l'Euro 2024        | Entre en jeu à la place de Lucas Hernandez à la 85e minute de jeu. |

## Palmarès

### En club
Axel Disasi est champion de France de Ligue 2 en 2018 avec le Stade de Reims, quelques années avant de rejoindre l'AS Monaco avec qui il est finaliste de la Coupe de France en 2021.
Parti en Angleterre, il est titulaire en finale de la Coupe de la ligue en 2024 perdu en prolongation avec Chelsea.

### En sélection
Avec l'équipe de France, Axel Disasi compte 5 sélection et est finaliste de la Coupe du monde en 2022.
| Stade de Reims (1)          | AS Monaco                              | Chelsea                                | Équipe de France                       |
| --------------------------- | -------------------------------------- | -------------------------------------- | -------------------------------------- |
| - Ligue 2 - Champion : 2018 | - Coupe de France : - Finaliste : 2021 | - Coupe de la ligue - Finaliste : 2024 | - Coupe du monde : - Finaliste en 2022 |